# Maya Sar
Maya Sar (Tuzla, Joegoslavië, 12 juli 1981) is een Bosnische zangeres.

## Biografie
Voor ze met haar solocarrière begon, was Sar al backing bij verschillende grote artiesten, zoals Dino Merlin en Tony Cetinski. In maart 2010 bracht ze haar eerste single uit, Nespretno. Deze werd een grote hit in Bosnië en Herzegovina en andere Balkanlanden. Maya Sar nam in 2004 en 2011 deel als backing vocal aan het Eurovisiesongfestival. In 2004 achter Deen, in 2011 achter Dino Merlin. In 2012 mocht ze als solozangeres Bosnië en Herzegovina vertegenwoordigen op het Eurovisiesongfestival. In december 2011 werd ze door BHRT intern gekozen om haar land te vertegenwoordigen. In de Azerbeidzjaanse hoofdstad Bakoe trad ze aan met het lied Korake ti znam. Ze eindigde er als achttiende in de finale.
1993: Fazla · 
1994: Alma & Dejan · 
1995: Davor Popović · 
1996: Amila Glamočak · 
1997: Alma Čardžić · 
1999: Dino & Béatrice · 
2001: Nino Pršeš · 
2002: Maja Tatić · 
2003: Mija Martina · 
2004: Deen · 
2005: Feminnem · 
2006: Hari Mata Hari · 
2007: Marija Šestić · 
2008: Laka · 
2009: Regina · 
2010: Vukašin Brajić · 
2011: Dino Merlin · 
2012: Maya Sar · 
2016: Dalal & Deen feat. Ana Rucner & Jala
- International Standard Name Identifier: 0000 0004 6158 840X
- MusicBrainz: e04ec9bf-db9a-48a5-9583-ce7c20ff5f23
- Virtual International Authority File: 305785507